# Saltos ornamentais no Campeonato Mundial de Esportes Aquáticos de 2022 - Trampolim 3 m individual masculino
A prova do trampolim 3 m individual masculino dos saltos ornamentais no Campeonato Mundial de Esportes Aquáticos de 2022 foi realizada nos dias 27 e 28 de junho, em Budapeste, na Hungria. 

## Calendário
Horário local (UTC+2).
| Fase              | Data        | Hora  |
| ----------------- | ----------- | ----- |
| Rodada preliminar | 27 de junho | 09:00 |
| Semifinal         | 27 de junho | 16:00 |
| Final             | 28 de junho | 16:00 |

## Medalhistas
| Ouro                | Prata          | Bronze             |
| Wang Zongyuan (CHN) | Cao Yuan (CHN) | Jack Laugher (GBR) |

## Resultados
| Pos.              | Saltador                | Nacionalidade        | Preliminar | Preliminar | Semifinal     | Semifinal     | Final         | Final         |
| Pos.              | Saltador                | Nacionalidade        | Pontos     | Pos.       | Pontos        | Pos.          | Pontos        | Pos.          |
| ----------------- | ----------------------- | -------------------- | ---------- | ---------- | ------------- | ------------- | ------------- | ------------- |
| Medalha de ouro   | Wang Zongyuan           | China                | 492.00     | 1          | 547.95        | 1             | 561.95        | 1             |
| Medalha de prata  | Cao Yuan                | China                | 418.55     | 3          | 482.50        | 2             | 492.85        | 2             |
| Medalha de bronze | Jack Laugher            | Reino Unido          | 457.80     | 2          | 469.65        | 3             | 473.30        | 3             |
| 4                 | Luis Uribe              | Colômbia             | 402.55     | 4          | 411.70        | 4             | 457.15        | 4             |
| 5                 | Alexis Jandard          | França               | 401.60     | 6          | 394.40        | 8             | 427.50        | 5             |
| 6                 | Sho Sakai               | Japão                | 401.95     | 5          | 360.95        | 12            | 424.00        | 6             |
| 7                 | Jules Bouyer            | França               | 384.75     | 12         | 406.90        | 6             | 421.70        | 7             |
| 8                 | Guillaume Dutoit        | Suíça                | 370.55     | 15         | 361.20        | 11            | 394.10        | 8             |
| 9                 | Jordan Houlden          | Reino Unido          | 385.35     | 11         | 397.15        | 7             | 390.60        | 9             |
| 10                | Rafael Fogaça           | Brasil               | 397.30     | 7          | 383.35        | 10            | 365.40        | 10            |
| 11                | Alberto Arévalo         | Espanha              | 378.40     | 13         | 356.95        | 13            | 360.50        | 11            |
| 12                | Haruki Suyama           | Japão                | 364.45     | 18         | 392.75        | 9             | 344.90        | 12            |
| 13                | Moritz Wesemann         | Alemanha             | 390.35     | 9          | 408.15        | 5             | Retirado      | Retirado      |
| 14                | Lorenzo Marsaglia       | Itália               | 369.10     | 16         | 355.50        | 14            | Não avançaram | Não avançaram |
| 15                | Yona Knight-Wisdom      | Jamaica              | 391.65     | 8          | 354.65        | 15            | Não avançaram | Não avançaram |
| 16                | Carlos Escalona         | Cuba                 | 366.70     | 17         | 327.05        | 16            | Não avançaram | Não avançaram |
| 17                | Alex Hart               | Áustria              | 371.90     | 14         | 325.40        | 17            | Não avançaram | Não avançaram |
| 18                | Sebastián Morales       | Colômbia             | 389.30     | 10         | 315.30        | 18            | Não avançaram | Não avançaram |
| 19                | Jonathan Suckow         | Suíça                | 364.40     | 19         | Não avançaram | Não avançaram | Não avançaram | Não avançaram |
| 20                | Tyler Downs             | Estados Unidos       | 362.55     | 20         | Não avançaram | Não avançaram | Não avançaram | Não avançaram |
| 21                | Nicolás García          | Espanha              | 360.35     | 21         | Não avançaram | Não avançaram | Não avançaram | Não avançaram |
| 22                | Bryden Hattie           | Canadá               | 360.00     | 22         | Não avançaram | Não avançaram | Não avançaram | Não avançaram |
| 23                | Emmanuel Vázquez        | Porto Rico           | 358.60     | 23         | Não avançaram | Não avançaram | Não avançaram | Não avançaram |
| 24                | Jonathan Ruvalcaba      | República Dominicana | 358.45     | 24         | Não avançaram | Não avançaram | Não avançaram | Não avançaram |
| 25                | Lou Massenberg          | Alemanha             | 353.80     | 25         | Não avançaram | Não avançaram | Não avançaram | Não avançaram |
| 26                | Frandiel Gómez          | República Dominicana | 351.75     | 26         | Não avançaram | Não avançaram | Não avançaram | Não avançaram |
| 27                | Yolotl Martínez         | México               | 350.15     | 27         | Não avançaram | Não avançaram | Não avançaram | Não avançaram |
| 28                | Sam Fricker             | Austrália            | 347.30     | 28         | Não avançaram | Não avançaram | Não avançaram | Não avançaram |
| 28                | Yi Jaeg-yeong           | Coreia do Sul        | 347.30     | 28         | Não avançaram | Não avançaram | Não avançaram | Não avançaram |
| 30                | Donato Neglia           | Chile                | 347.15     | 30         | Não avançaram | Não avançaram | Não avançaram | Não avançaram |
| 31                | Carson Tyler            | Estados Unidos       | 346.75     | 31         | Não avançaram | Não avançaram | Não avançaram | Não avançaram |
| 32                | Li Shixin               | Austrália            | 344.90     | 32         | Não avançaram | Não avançaram | Não avançaram | Não avançaram |
| 33                | Chawanwat Juntaphadawon | Tailândia            | 333.70     | 33         | Não avançaram | Não avançaram | Não avançaram | Não avançaram |
| 34                | Mohab Ishak             | Egito                | 329.25     | 34         | Não avançaram | Não avançaram | Não avançaram | Não avançaram |
| 35                | Muhammad Syafiq Puteh   | Malásia              | 327.35     | 35         | Não avançaram | Não avançaram | Não avançaram | Não avançaram |
| 36                | Giovanni Tocci          | Itália               | 327.00     | 36         | Não avançaram | Não avançaram | Não avançaram | Não avançaram |
| 37                | Athanasios Tsirikos     | Grécia               | 322.85     | 37         | Não avançaram | Não avançaram | Não avançaram | Não avançaram |
| 38                | Andrzej Rzeszutek       | Polónia              | 315.35     | 38         | Não avançaram | Não avançaram | Não avançaram | Não avançaram |
| 39                | Theofilos Afthinos      | Grécia               | 312.20     | 39         | Não avançaram | Não avançaram | Não avançaram | Não avançaram |
| 40                | Diego Carquin           | Chile                | 312.15     | 40         | Não avançaram | Não avançaram | Não avançaram | Não avançaram |
| 41                | Sandro Melikidze        | Geórgia              | 302.05     | 41         | Não avançaram | Não avançaram | Não avançaram | Não avançaram |
| 42                | Liam Stone              | Nova Zelândia        | 296.60     | 42         | Não avançaram | Não avançaram | Não avançaram | Não avançaram |
| 43                | Tornike Onikashvili     | Geórgia              | 284.25     | 43         | Não avançaram | Não avançaram | Não avançaram | Não avançaram |
| 44                | Jesús González          | Venezuela            | 283.90     | 44         | Não avançaram | Não avançaram | Não avançaram | Não avançaram |
| 45                | Johan Morell            | Cuba                 | 281.30     | 45         | Não avançaram | Não avançaram | Não avançaram | Não avançaram |
| 46                | Frazer Tavener          | Nova Zelândia        | 276.10     | 46         | Não avançaram | Não avançaram | Não avançaram | Não avançaram |
| 47                | Dariush Lotfi           | Áustria              | 274.20     | 47         | Não avançaram | Não avançaram | Não avançaram | Não avançaram |
| 48                | Abdulrahman Abbas       | Kuwait               | 269.05     | 48         | Não avançaram | Não avançaram | Não avançaram | Não avançaram |
| 49                | Kevin Muñoz             | México               | 265.95     | 49         | Não avançaram | Não avançaram | Não avançaram | Não avançaram |
| 50                | Danylo Konovalov        | Ucrânia              | 260.65     | 50         | Não avançaram | Não avançaram | Não avançaram | Não avançaram |
| 51                | Chew Yiwei              | Malásia              | 255.65     | 51         | Não avançaram | Não avançaram | Não avançaram | Não avançaram |
| 52                | David Ekdahl            | Suécia               | 250.10     | 52         | Não avançaram | Não avançaram | Não avançaram | Não avançaram |
| 53                | Mostafa Reyad           | Egito                | 238.70     | 53         | Não avançaram | Não avançaram | Não avançaram | Não avançaram |
| 54                | Rafael Borges           | Brasil               | 236.30     | 54         | Não avançaram | Não avançaram | Não avançaram | Não avançaram |
| 55                | Kamronbek Khodjimov     | Uzbequistão          | 106.65     | 55         | Não avançaram | Não avançaram | Não avançaram | Não avançaram |